# Lu Jiaxi
Lu Jiaxi (en chino simplificado: 卢嘉锡; nacido el 26 de octubre de 1915 - 4 de junio de 2001), también conocido como Chia-Si Lu, fue un físico chino.

## Biografía
Lu nació el 26 de octubre de 1915 en Xiamen, China en el seno de familia de académicos. Como niño prodigio, terminó la escuela primaria en un año y la secundaria en un año y medio. Antes de los 13 años, aprobó el examen de ingreso para una clase preparatoria en la Universidad de Xiamen. Recibió la beca Tan Kah Kee durante cuatro años y se graduó en química en 1934. Durante tres años enseñó en la universidad.
En 1937, Lu aprobó un concurso y recibió una beca nacional de posgrado para ingresar a la University College de Londres. Allí estudió con Samuel Sugden y se doctoró a los 24 años. Recomendado por Sugden, fue admitido en el Instituto de Tecnología de California en 1939 y estudió química estructural. Uno de sus profesores es Linus Pauling, futuro Premio Nobel. En 1944, trabajó en el Laboratorio de Investigación de Maryland del Comité de Investigación de la Defensa Nacional de los Estados Unidos (NDRC).
Después del final de la Segunda Guerra Mundial, Lu rechazó numerosas oportunidades de trabajo en los Estados Unidos y regresó a su país completamente devastado por la guerra en el invierno de 1945. Fue nombrado profesor y decano del Departamento de Química de la Universidad de Xiamen.
Lu falleció el 4 de junio de 2001. El 6 de abril de 2002, su estatua de bronce fue erigida frente al departamento de química de la universidad a la que asistió.

## Investigaciones y tributos
La investigación de Lu se centra en las áreas de química física, estructural, nuclear y de materiales. Proporciona un modelo estructural del centro de la nitrogenasa, una enzima clave utilizada en la fijación biológica de nitrógeno, y estudia la relación entre la estructura química y el rendimiento. Su trabajo es reconocido internacionalmente, y ha sido elegido miembro de la Academia Europea de Ciencias y Artes y de las Reales Academias de Ciencias y Artes de Bélgica.